# Championnats d'Europe féminins de boxe amateur 2016
Navigation
Édition précédente Édition suivante
Les 10e championnats d'Europe de boxe amateur  féminins se sont déroulés du 14 au 24 novembre 2016 à Sofia en Bulgarie.
Organisées par l'European Boxing Confederation (EUBC), les compétitions se disputent dans 10 catégories de poids différentes.

## Résultats

### Podiums
| Catégorie                   | Or                    | Argent            | Bronze               |
| --------------------------- | --------------------- | ----------------- | -------------------- |
| Poids mi-mouches (-48 kg)   | Sevda Asenova         | Lise Sandebjer    | Ekaterina Pinigina   |
| Poids mi-mouches (-48 kg)   | Sevda Asenova         | Lise Sandebjer    | Stephanie Silva      |
| Poids mouches (-51 kg)      | Elena Savelyeva       | Tetyana Kob       | Sandra Drabik        |
| Poids mouches (-51 kg)      | Elena Savelyeva       | Tetyana Kob       | Lisa Whiteside       |
| Poids coqs (-54 kg)         | Stanimira Petrova     | Anna Alimardanova | Viktoriia Kuleshova  |
| Poids coqs (-54 kg)         | Stanimira Petrova     | Anna Alimardanova | Delphine Mancini     |
| Poids plumes (-57 kg)       | Denitsa Eliseeva      | Sati Burcu        | Natalya Samokhina    |
| Poids plumes (-57 kg)       | Denitsa Eliseeva      | Sati Burcu        | Yuliya Apanasovich   |
| Poids légers (-60 kg)       | Daria Abramova        | Mira Potkonen     | Esra Yıldız          |
| Poids légers (-60 kg)       | Daria Abramova        | Mira Potkonen     | Sandy Ryan           |
| Poids super-légers (-64 kg) | Aleksandra Ordina     | Eccles Rosie      | Martina Schmoranzova |
| Poids super-légers (-64 kg) | Aleksandra Ordina     | Eccles Rosie      | Kinga Siwa           |
| Poids welters (-69 kg)      | Elena Vystropova      | Sema Galiskan     | Saadat Abdulaeva     |
| Poids welters (-69 kg)      | Elena Vystropova      | Sema Galiskan     | Tetiana Petrovich    |
| Poids moyens (-75 kg)       | Natasha Gale          | Maily Nicar       | Lauren Price         |
| Poids moyens (-75 kg)       | Natasha Gale          | Maily Nicar       | Christine Desmond    |
| Poids mi-lourds (-81 kg)    | Elif Guneri           | Petra Szatmari    | Leyla Javadova       |
| Poids mi-lourds (-81 kg)    | Elif Guneri           | Petra Szatmari    | Victoriya Kebikava   |
| Poids lourds (+81 kg)       | Zemfira Magomedalieva | Sylwia Kusiak     | Aynur Rzayeva        |
| Poids lourds (+81 kg)       | Zemfira Magomedalieva | Sylwia Kusiak     | Sennur Demir         |

### Tableau des médailles
- Pays hôte ( Bulgarie)

| Rang  | Nation         | Or | Argent | Bronze | Total |
| ----- | -------------- | -- | ------ | ------ | ----- |
| 1     | Russie         | 4  | 0      | 4      | 8     |
| 2     | Bulgarie       | 3  | 0      | 0      | 3     |
| 3     | Turquie        | 1  | 2      | 2      | 5     |
| 4     | Azerbaïdjan    | 1  | 1      | 2      | 4     |
| 5     | Angleterre     | 1  | 0      | 2      | 3     |
| 6     | Pologne        | 0  | 1      | 2      | 3     |
| 7     | France         | 0  | 1      | 1      | 2     |
| 7     | Ukraine        | 0  | 1      | 1      | 2     |
| 7     | Pays de Galles | 0  | 1      | 1      | 2     |
| 10    | Finlande       | 0  | 1      | 0      | 1     |
| 10    | Hongrie        | 0  | 1      | 0      | 1     |
| 10    | Suède          | 0  | 1      | 0      | 1     |
| 13    | Biélorussie    | 0  | 0      | 2      | 2     |
| 14    | Tchéquie       | 0  | 0      | 1      | 1     |
| 14    | Irlande        | 0  | 0      | 1      | 1     |
| 14    | Italie         | 0  | 0      | 1      | 1     |
| Total | Total          | 10 | 10     | 20     | 40    |